# Escada (comédia)
O termo escada na comédia refere-se a um ator/personagem que completa a piada para um outro personagem, sendo mais comum em esquetes de duplas cômicas. O personagem escada faz o contraponto de seu(s) companheiro(s) de cena, sendo geralmente um homem mais sério e posturado, diferente dos demais em cena que são cômicos e exagerados. Em inglês, esse tipo de personagem é conhecido como Straight man ou stooge.

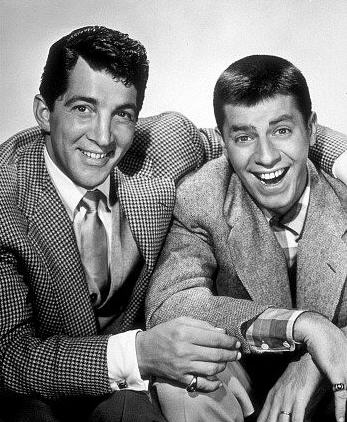
A dupla Martin e Lewis apresentavam Dean Martin (à esquerda) como o escada para os atos cômicos e absurdos de Jerry Lewis.

Nos Estados Unidos, um dos atores mais conhecidos por representar esse tipo de personagem foi Dean Martin, que atuava sempre como o escada para as piadas de seu parceiro Jerry Lewis. Outros exemplos comuns são Bud Abbott (da dupla Abbott e Costello) e a personagem de Selena Gomez na série Only Murders in the Building (embora esse tipo de personagem tenha se popularizado por ser interpretado amplamente por figuras masculinas).
No Brasil, o humorista Dedé Santana é considerado o maior "escada" da comédia, interpretando sempre um tipo sério em relação aos personagens cômicos interpretados por seu parceiro, Renato Aragão, em Os Trapalhões.

## Na cultura popular
O papel ainda é encontrado hoje em sitcoms e vários animes de comédia japoneses, onde são conhecidos como tsukkomi. Personagens proeminentes de sitcom que ilustram esse papel incluem Jim Halpert de The Office e Ben Wyatt de Parks and Recreation. Alguns personagens tsukkomi notáveis incluem Shinpachi Shimura e Toshiro Hijikata de Gintama, Himeko de Sket Dance, Saiki Kusuo de The Disastrous Life of Saiki K., Mio Naganohara de Nichijou, Frylock de Aqua Teen Hunger Force e Tadakuni de Daily Lives of High School Boys.